# كلخ كبير
الكَلخُ الكَبِيرُ[اضبِطْ بالشكل] أو الكلخُ الشَّائِعُ (الاسم العلمي: Ferula communis) نبتة متوسطية من جنس الكلخ، ضمن فصيلة الخيميات. يحتوي صمغه على مركبات سامة للحيوانات العاشبة. يزهر في الصيف ازهرارا خيميا، ويكون على شكل شجيرة.

## الموئل والانتشار
النبات واطن في بلاد الشام والمغرب العربي وحوض البحر الأبيض المتوسط.

## مرادفات للاسم العلمي
- (باللاتينية: Ferula meoides L.)
- (باللاتينية: Bubon rigidior L.)
- (باللاتينية: Ferula abyssinica Hochst. ex A.Rich.)
- (باللاتينية: Ferula anatriches (Kotschy) Sint.)
- (باللاتينية: Ferula communis var. anatriches Kotschy 		)
- (باللاتينية: Ferula ferulago L.)
- (باللاتينية: Ferula lobeliana Vis.)
- (باللاتينية: Ferula montis-elgonis Bullock)
- (باللاتينية: Ferula nodiflora L.)

## روابط خارجية
- صور عالية الجودة لنبتة الكلخ لزيد القرالة